# Geir Karlstad
Geir Karlstad, född den 7 juli 1963 i Lørenskog, Norge, är en norsk skridskoåkare.
Han tog OS-guld på herrarnas 5 000 meter och även OS-brons på herrarnas 10 000 meter i samband med de olympiska skridskotävlingarna 1992 i Albertville.